# ۲۱ آذر
۲۱ آذر دویست و شصت و هفتمین روز سال در گاه‌شماری خورشیدی است. به پایان سال ۹۸ روز (۹۹ روز در سال کبیسه) باقی‌است.       

## رویدادها
- ۱۲۷۹ - ورود اولین اتومبیل به ایران در زمان مظفرالدین شاه قاجار
- ۱۲۸۶ - آغاز واقعه میدان توپخانه
- ۱۳۲۴ - اعلام تشکیل دولت فرقه دموکرات آذربایجان، در تبریز و اعلام نخست‌وزیری جعفر پیشه‌وری در آن
- ۱۳۲۵ - خروج کامل شوروی از ایران تا ۲۱ آذر، اعلام سرکوب و فروپاشی دولت خلق آذربایجان، توسط ارتش شاهنشاهی ایران در تبریز و بازگشت آذربایجان به خاک ایران
- ۱۳۸۹ - فتوای سید علی خامنه‌ای درباره منع ساخت سلاح هسته‌ای

## زادروزها
- ۱۳۰۴ - احمد شاملو، شاعر، نویسنده، فرهنگ‌نویس، ادیب و مترجم و همسر آیدا سرکیسیان
- ۱۳۱۴ - رضا براهنی، نویسنده، شاعر و منتقد
- ۱۳۷۰ - هستی مهدوی‌فر، بازیگر

## مرگ‌ها
- ۱۳۲۳ - حسن رشدیه، بنیان‌گذار آموزش نوین در ایران
- ۱۳۹۷ - وحید صیادی نصیری، زندانی سیاسی و پادشاهی‌خواه
- ۱۳۹۷ - ایرج دانایی‌فرد، او یکی از بازیکنان تیم ملی فوتبال ایران و زننده اولین گل در جام جهانی فوتبال ۱۹۷۸ به اسکاتلند بود
- ۱۳۹۹ - عبدالرضا انصاری، استاندار خوزستان در دوره پادشاهی محمدرضا پهلوی
- ۱۳۹۹ - محمداعظم رهنورد زریاب، نویسنده و روزنامه‌نگار افغانستانی.
- ۱۴۰۱ - مجیدرضا رهنورد، یکی از بازداشت‌شدگان خیزش ۱۴۰۱ ایران

## مناسبت‌ها‌
- روز خیاط